# Jordanka Blagoevová
Jordanka Blagoevová (bulharsky: Йорданка Благоева; * 19. ledna 1947 Gorno Cerovene, Montanská oblast) je bývalá bulharská atletka, jejíž specializací byl skok do výšky.
První úspěch zaznamenala v roce 1965 na světové letní univerziádě v Budapešti, kde získala zlatou medaili. O tři roky později reprezentovala poprvé na Letních olympijských hrách v Ciudad de México, neprošla však sítem kvalifikace. O rok později na posledním ročníku evropských halových her v atletice v Bělehradu vybojovala stříbro. Na prvním halovém ME ve Vídni v roce 1970 obsadila ve finále čtvrté místo. V roce 1972 skončila bronzová na HME ve francouzském Grenoblu. V témže roce získala stříbrnou medaili na letní olympiádě v Mnichově. Ve finále překonala 188 cm a nestačila jen na západoněmeckou výškařku Ulrike Meyfarthovou, která skočila 192 cm, čímž vyrovnala tehdejší světový rekord Rakušanky Ilony Gusenbauerové.
24. září 1972 v Záhřebu vytvořila výkonem 194 cm nový světový rekord. 24. srpna 1974 v Berlíně rekord vyrovnala Rosemarie Ackermannová, která následně 8. září skočila v Římě 195 cm.
V roce 1973 se stala v nizozemském Rotterdamu halovou mistryní Evropy. Ve finále se jako jediná dostala přes 190 cm a výkonem 192 cm vytvořila nový halový světový rekord. Druhá Rita Gildemeisterová a třetí Milada Karbanová shodně překonaly 186 cm. Poslední výrazný úspěch zaznamenala v roce 1976 na Letních olympijských hrách v kanadském Montrealu, kde vinou jedné opravy na výšce 191 cm skončila na bronzové pozici. Stříbro získala Italka Sara Simeoniová, která stejnou výšku překonala napoprvé. Olympijskou vítězkou se stala Rosemarie Ackermannová z NDR, která skočila 193 cm. Reprezentovala také na letní olympiádě v Moskvě 1980, kde však neprošla kvalifikací.